# Пассалаква, Пьетро
Пьетро Пассалаква (итал. Pietro Passalacqua, 1690, Мессина — 10 января 1748, Рим) — архитектор позднего итальянского барокко, известность которого в основном связана с реконструкцией базилики Санта-Кроче-ин-Джерусалемме в Риме.

## Биография
Пьетро Пассалаква, сын Джакомо, мастера-позолотчика, и Франчески Амати, родился в 1690 году в Мессине (Сицилия). С 1692 года семья Пассалаква жила в Риме на улице Виа деи Леутари (где у Джакомо была мастерская), в арендованном доме, принадлежавшем семье Боргезе. Гостями дома были художники из Мессины, в том числе дядя Пьетро — архитектор-священник Филиппо Юварра, скульптор Симоне Мартинес. Юный Пьетро пытался подражать Юварре как в церковной, так и в академической карьере, будучи священником с 1706 по 1710 год и участвуя в пяти Конкурсах Клементино, ежегодно объявляемых Академией Святого Луки.
В 1709 году Пассалаква вместе с Юваррой перешёл на службу к кардиналу Пьетро Оттобони в качестве художника-декоратора. В 1710 году, после женитьбы его сестры Джованны на Симоне Мартинес, он стал родственником Юварры и стал публично представлять себя его племянником и учеником. В июле 1714 года он сопровождал мастера в Мессину, куда его вызвал новый король Сицилии Витторио Амедео II. В Мессине молодой Пьетро Пассалаква, по всей вероятности, помогал Филиппо Юварре в разработке проекта расширения королевского дворца, а затем, в сентябре, последовал за ним в Турин, где стал свидетелем представления Юварры к должности первого архитектора герцогства Савойского.
В 1714 году Пассалаква вместе с Юваррой вернулся в Рим. В Риме с 1720 года Пассалаква был учеником Лудовико Грегорини вместе с сыном последнего Доменико Грегорини. Лудовико был ответственен за досрочное принятие обоих в Конгрегацию виртуозов Пантеона (14 голосами за и 2 против), которое имело место 8 февраля 1722 года, всего через два месяца после избрания Лудовико регентом. После смерти Лудовико Грегорини 11 ноября 1723 года Пьетро Пассалаква стал работать вместе с Доменико, который унаследовал мастерскую и заказы своего отца. Они тесно сотрудничали на протяжении всей остальной жизни, настолько, что подчас трудно различить вклад одного или другого из двух архитекторов в тех постройках, в которых они принимали участие.
Вместе с Доменико Грегорини Пьетро Пассалаква часто бывал у кардинала Оттобони. В среде придворных кардинала Пассалаква имел возможность совершенствовать свои навыки проектировщика и художника-оформителя придворных празднеств и театральных представлений. Для кардинала Оттобони вместе с Грегорини и Лудовико Рускони Сасси, доверенным архитектором кардинала, Пассалаква выполнял многие работы по обустройству зданий в Фиано, епископских дворцов Альбано и Веллетри, Палаццо Сфорца Чезарини в Дженцано, многочисленные общественные работы в Риме.
Пассалаква и Грегорини также получали заказы от кардинала Помпео Альдрованди, в то время губернатора Рима. Они выполнили реконструкцию театра Тординона (1733) и «Легнара Клементина» (1734—1735), лесных запасов (более не существует). В партнерстве с Грегорини архитектор Пассалаква занимал подчинённое положение. Но это не мешало ему выполнять задания от первого лица, в том числе назначению помощником (coadiutore) Алессандро Спекки на должность архитектора римского народа (architetto del Popolo romano), полученную 4 октября 1726 года.
Имена Пассалаквы и Грегорини связаны, прежде всего, с обновлением базилики Санта-Кроче-ин-Джерусалемме (1741—1744), древней церкви, восстановление которой было одним из последних великих начинаний Рима в стиле барокко. Главный фасад церкви приобрёл существующий облик в стиле позднего римского барокко при Папе Бенедикте XIV в 1740—1758 годах. Папа поручил работу Пьетро Пассалаква и Доменико Грегорини. Они создали эффектный вогнутый фасад, ассоциирующийся со знаменитой «волной» фасада церкви Сан-Карло алле Куатро Фонтане работы Ф. Борромини. Огромное овальное окно в центре, раскрепованные пилястры, статуи на балюстраде и причудливое навершие фронтона придают церкви уникальный образ.
Пассалаква умер в Риме 10 января 1748 года, не сумев увенчать свой запоздалый профессиональный успех поступлением в Академию Святого Луки, что получилось у Грегорини всего четыре месяца спустя. По его воле он был похоронен в церкви Сан-Теодоро-аль-Палатино, вдали от его собственных резиденций. Художественное наследие архитектора было собрано его сыновьями Джакомо, продолжившими профессию своего деда с таким же именем, и Мельхиорре, который завершил свое обучение архитектора у Грегорини и Николетти.